# Ancienne Bourse du travail (Tunis)

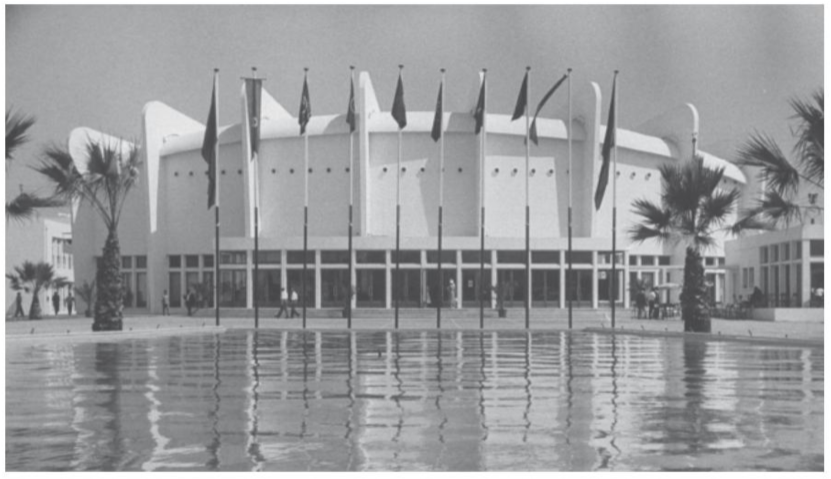
Vue de l'ancienne Bourse du travail.

L'ancienne Bourse du travail est un bâtiment situé à l'extrémité de l'avenue Habib-Bourguiba, près de la station du TGM, à Tunis en Tunisie.

## Histoire
L'édifice date de la première moitié des années 1950. Il est construit par un architecte d'origine russe du nom de Levandowski.
L'édifice se distingue par l'utilisation du béton armé et des matériaux locaux. Des panneaux de céramique signés par Abdelaziz Gorgi décorent le vestibule extérieur, alors que des peintures de Smelki représentant des ouvriers du port de Tunis.